# 阿克索區
阿克索區（西班牙語：Distrito de Aczo），是秘魯的一個區，位於該國北部安卡什大區的安東尼奧雷蒙迪省，始建於1956年2月2日，面積69.03平方公里，海拔高度2,661米，2005年人口2,340，人口密度為每平方公里34人。